# Emmeln
Emmeln ist eine Ortschaft der Stadt Haren (Ems) im Westen Niedersachsens.

## Geographie
Emmeln liegt östlich der Ems an den Bundesstraßen 70 und 408. Die Ortsteile sind Gut Kellerberg, Bauernschaft und Emmeln Bahnhof.

## Geschichte
Der Name Emmeln wird 1160 erstmals mit dem Namen „Eimblen“ urkundlich erwähnt, einer Sage nach wurde der Ort aber schon zwischen 900 und 1000 n. Chr. durch drei ostfriesische Brüder gegründet.
Bis Ende der 1970er Jahre war Emmeln vor allem von Landwirtschaft geprägt. Durch den Bau der Hannoverschen Westbahn, der Bahnstrecke von Münster nach Emden, wurde auch in Emmeln eine Bahnstation eingerichtet, die zunächst als „Station Kellerberg“, später als „Bahnhof Haren (Ems)“ bezeichnet wurde. In der Nähe der Bahnanlagen entwickelten sich gewerbliche Betriebe. Am Ort ist ein Kindergarten in kirchlicher Trägerschaft sowie eine Grundschule (Josefschule) vorhanden. In den Jahren nach dem Deutsch-Französischen Krieg 1870/1871 war in Emmeln ein Gefangenenlager für französische Kriegsgefangene eingerichtet. Seit der gesetzlichen Gemeindereform in Niedersachsen, die am 1. März 1974 in Kraft trat, gehört die ehemals selbständige Gemeinde Emmeln zur neuen Einheitsgemeinde Stadt Haren (Ems). Von 1959 bis 2004 gab es in Emmeln die Firma Max Schittek GmbH & Co. KG die sich auf Hoch- und Wasserbau spezialisierte, sie wurde 1975 von der Firma Knoll GmbH & Co. KG erworben und modernisiert und 2004 Integriert. 2003 wurde das Unternehmen Emsland Frischgeflügel gegründet und entwickelte sich aus der seit Ende der 1980er Jahre bestehenden Hähnchenvermarktung der Rothkötter-Gruppe, die im Industriegebiet am Eurohafen den Schlacht- und Zerlegebetrieb errichtete. 2007 wurde der Betrieb um eine zweite Linie erweitert und hat heute eine Kapazität von 185.000 t Hähnchenfleisch pro Jahr. Anfang 2011 gab Enercon bekannt, dass man 2012 im Industriegebiet Eurohafen eine neue Rotorblattfabrik in Betrieb nehmen wird. Ende 2018 gab Enercon bekannt, dass die Tochter Aero Ems (Rotorblattfabrik) Mitte 2019 endgültig schließt. Seit 1961 existiert der Sportverein Eintracht Emmeln, der verschiedene Sportarten anbietet und vor allem den Jugendfußball in den Fokus gestellt hat.
Ortsvorsteher: Josef Kramer (CDU)